# Casa sculptorului Alexandru Plămădeală
Casa sculptorului Alexandru Plămădeală este un monument istoric de însemnătate națională din orașul Chișinău.
Prima atestare documentară a acestui lot de pământ datează din 1868, când se afla în proprietatea lui Simon Zaițev. În martie a fost cumpărat de Ecaterina Gheorghievna Plămădeală, soție de preot. Aceasta a demolat clădirile vechi și în locul lor a construit, la începutul secolului al XX-lea, clădirea actuală. Aici a locuit sculptorul Alexandru Plămădeală.
Casa a fost construită din piatră, într-un parter, ridicată pe un plan rectangular și aliniată străzii București. Are cinci odăi destinate unei singure locuințe. Inițial avea șapte axe compoziționale, toate de ferestre. Intrarea, dominată de o copertină metalică pe console din fontă, a fost adăugată mai târziu. Elementele de decorație plastică sunt eclectice: cornișă, ancadramente plintă cu bolțarul central, panouri sub ferestre.